# خوسيه لويس دي بالما
خوسيه لويس دي بالما (بالإسبانية: José Luis Di Palma)‏ هو مهندس أرجنتيني، ولد في 31 مارس 1966.